# Coupe du monde féminine de football ConIFA 2024
Navigation
Édition précédente 2026
La Coupe du monde féminine de football ConIFA 2024 est la deuxième édition de la Coupe du monde féminine de football ConIFA, un tournoi féminin international de football pour les États, les minorités, les apatrides et les régions non affiliées à la FIFA organisée par ConIFA. Elle se déroule en Norvège dans la ville de Bodø au Comté de Nordland dans la région du Nord-Norge du 3 juin au 8 juin 2024 sous l'égide de la FA Sápmi (en). La première édition fut remportée par la Laponie face à la sélection tibétaine,,,,,,.

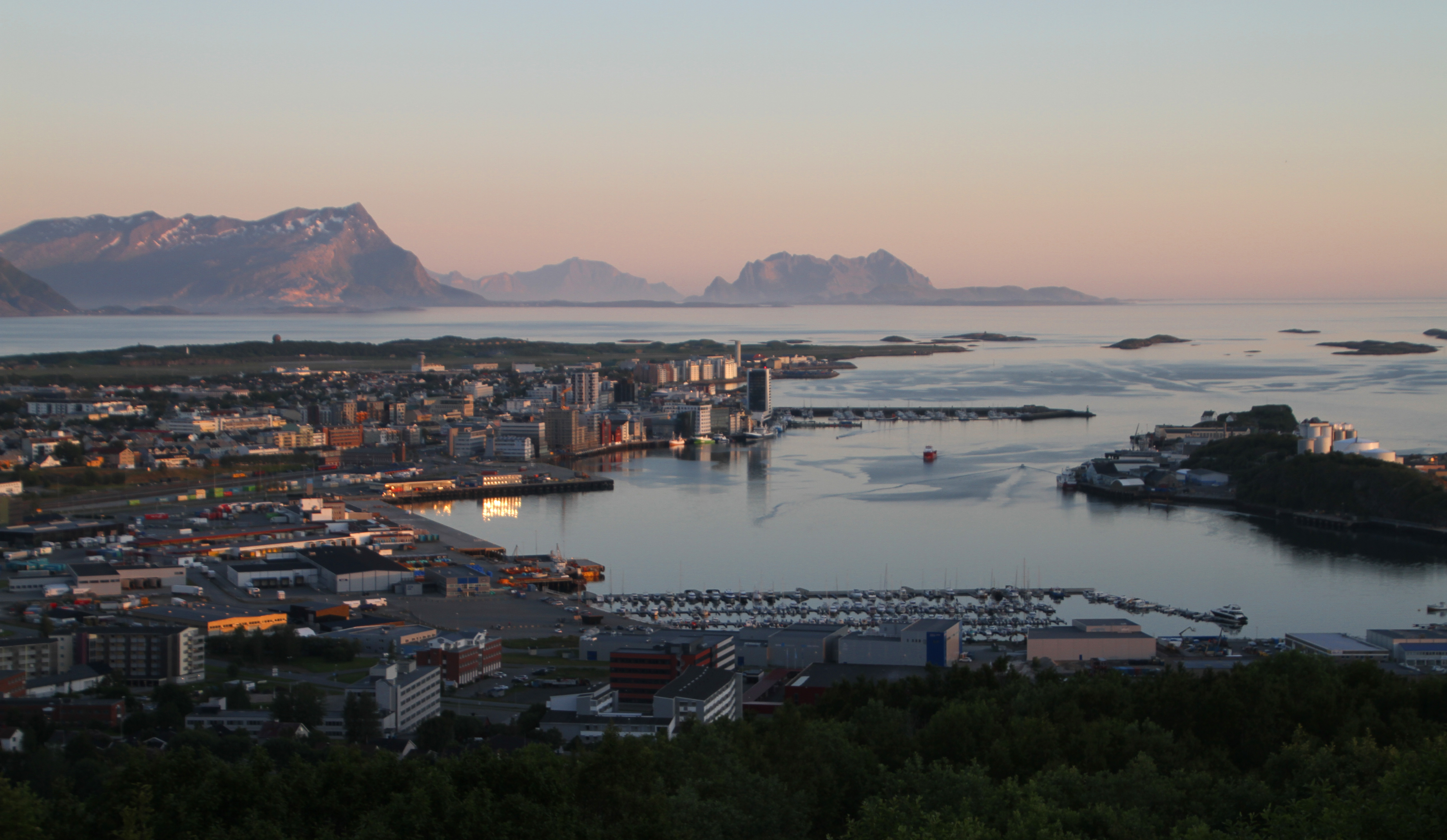
Panoramique de Bodø

Le conseil départemental du Comté de Nordland soutient la Coupe du monde féminine de football ConIFA 2024 à hauteur de 200 000 NOK.
La sélection tibétaine féminine de football ne peut quitter l'Inde, faute de visas permettant de partir en Norvège. Chypre du Nord et le Cachemire ont également dû quitter la compétition,,,,,,,. Il est décidé par la suite que les trois équipes joueront deux fois l'une contre l'autre avec une finale le samedi 8 juin pour les deux meilleures équipes.
Le 4 juin 2024, Eelam tamoul et le Pays sicule s'affrontent pour la première rencontre du tournoi. Le match se termine sur un score de 2-2,,.
Le 4 juin 2024, la Laponie affronte le Pays sicule et remporte la victoire 2 à 0,,,.
Le 5 juin 2024, la Laponie rencontre Eelam tamoul et remporte son second match sur un score de 2 buts à 0,,.
Le 5 juin 2024, le Pays sicule perd son troisième match contre Eelam tamoul 1 à 0,.
Le 6 juin 2024, la sélection de Laponie remporte sa troisième rencontre face au Pays sicule, 3 buts à 0,,.
Le 6 juin 2024, la Laponie remporte son dernier match en écrasant Eelam tamoul sur un résultat de 8 buts à 0.
Le 8 juin 2024, la Laponie championne du monde en titre affronte en final Îlam tamoul. Pour la première fois la Laponie est mené au score à la 13e but de S. Dilaxsika, le résultat changera à la 70e, but inscrit sur pénalty par la gardienne de but de Laponie Marja Haetta Holmestrand, la Laponie s'imposera avec un second but inscrit à la 86e par Eva-Alida Eliasson. La Laponie remporte la finale et conserve son titre de championne du monde,,,,,. Les Tamouls termine deuxième de la Coupe du monde féminine de football ConIFA 2024. Le Pays sicule termine troisième de la Coupe du monde féminine de football ConIFA 2024.

## Ville et stades
| Bodø               | Bodø            |
| Mørkvedlia Stadium | Aspmyra Stadion |
| Capacité: 1 500    | Capacité: 7 400 |
|                    |                 |

## Tournoi

### Phase de groupes
| Équipe      | J | V | N | D | BM | BE | DB  | Pts |
| ----------- | - | - | - | - | -- | -- | --- | --- |
| Laponie     | 4 | 4 | 0 | 0 | 15 | 0  | +15 | 12  |
| Îlam tamoul | 4 | 1 | 1 | 2 | 3  | 12 | -9  | 4   |
| Pays sicule | 4 | 0 | 1 | 3 | 2  | 8  | -6  | 1   |

| 4 juin 2024                                                                                     | Pays sicule                     | 2 - 2            | Îlam tamoul                    | Mørkvedlia Stadium |  |
|                                                                                                 | Krall Timea 44e · Kis Anita 50e |                  | 46e 79e Dilaxsika Sundararajah |                    |  |
| Anita Kis 5e · Erzsébet-Szidonia Adorjan 50e · Timea Krall 56e · Lazlo Albu (Sélectionneur) 77e | (Rapport)                       | 42e Ovia Sathyan |                                |                    |  |

| 4 juin 2024 | Laponie                               | 2 - 0 | Pays sicule | Mørkvedlia Stadium |
|             | Wilma Ritzen 49e · Karoline Fosli 81e |       |             |                    |
|             | (Rapport)                             |       |             |                    |

| 5 juin 2024 | Laponie                                  | 2 - 0                  | Îlam tamoul | Mørkvedlia Stadium |
|             | Wilma Ritzen 51e · Klara Norlemann 90+2e |                        |             |                    |
|             | (Rapport)                                | 44e Luxsana Logathasan |             |                    |

| 5 juin 2024                      | Pays sicule  | 0 - 1           | Îlam tamoul                | Mørkvedlia Stadium |
|                                  |              |                 | 88e Dayaniah Satkuneswaran |                    |
| Laura Kristo 68e · Anita Kis 82e | [ (Rapport)] | 3e Ovia Sathyan |                            |                    |

| 6 juin 2024 | Laponie                                                         | 3 - 0                             | Pays sicule | Mørkvedlia Stadium |
|             | Eva-Alida Eliasson 1re · Hilda Sundqvist 10e · Ylva Johnsen 58e |                                   |             |                    |
|             | (Rapport)                                                       | 33e Lengyel · 73e Réka Gyorgyicze |             |                    |

| 6 juin 2024 | Laponie | 8 - 0 | Îlam tamoul | Mørkvedlia Stadium |
|             | Eva-Alida Eliasson 2e 37e · Jenny Marie Mannsverk 11e · Thea Nordkyn Nygard 16e 22e · Karoline Fosli 19e 34e 47e |       |             |                    |
|             | (Rapport) |       |             |                    |

### Phase à élimination directe

#### Finale
| 8 juin 2024      | Laponie                                                     | 2 - 1                   | Îlam tamoul                | Aspmyra Stadion |  |
|                  | Marja Hætta Holmestrand 71e (pen.) · Eva-Alida Eliasson 86e |                         | 13e Dilaxsika Sundararajah |                 |  |
| Tuva Solstad 74e | (Rapport)                                                   | 74e Sara Rubina Ramanan |                            |                 |  |

| Champion Coupe du monde féminine de football ConIFA 2024 |
| -------------------------------------------------------- |
| Laponie Second titre                                     |

## Statistiques, classements et buteurs

### Classement des buteuses
4 buts        
- Karoline Fosli
- Eva-Alida Eliasson

3 buts      
- Dilaxsika Sundararajah

2 buts    
- Wilma Ritzen
- Thea Nordkyn Nygard

1 but  
- Krall Timea
- Kis Anita
- Klara Norlemann
- Hilda Sundqvist
- Ylva Johnsen
- Jenny Marie Mannsverk
- Marja Hætta Holmestrand
- Dayaniah Satkuneswaran

### Classement final
| No | Équipe      | J | V | N | D | BM | BE | DB  | Pts |
| -- | ----------- | - | - | - | - | -- | -- | --- | --- |
| 1  | Laponie     | 5 | 5 | 0 | 0 | 17 | 1  | +16 | 15  |
| 2  | Îlam tamoul | 5 | 1 | 1 | 3 | 4  | 14 | -10 | 4   |
| 3  | Pays sicule | 4 | 0 | 1 | 3 | 2  | 8  | -6  | 1   |

### Récompenses annexes
| Prix                | Lauréat                           |
| ------------------- | --------------------------------- |
| Meilleur gardienne  | Marja Haetta Holmestrand          |
| Meilleur buteuse(s) | Karoline Fosli Eva-Alida Eliasson |
| Meilleur joueuse    | Dilaxsika Sundararajah            |

## Discipline

### Joueurs avertis
1 carton jaune rouge 
- Lengyel

2 cartons jaune  
- Ovia Sathyan
- Anita Kis

1 carton jaune 
- Tuva Solstad
- Sara Rubina Ramanan
- Laura Kristo
- Erzsébet-Szidonia Adorjan
- Timea Krall
- Lazlo Albu (Sélectionneur)

### Bilan par équipe
| Class. | Équipe      | Averti | Carton rouge |
| ------ | ----------- | ------ | ------------ |
| 1      | Pays sicule | 7      | 1            |
| 2      | Îlam tamoul | 4      | 0            |
| 3      | Laponie     | 1      | 0            |